# Cantone di Flayosc
Il Cantone di Flayosc è una divisione amministrativa degli arrondissement di Brignoles e di Draguignan.
È stato istituito a seguito della riforma dei cantoni del 2014, che è entrata in vigore con le elezioni dipartimentali del 2015.

## Composizione
Comprende i comuni di:
- Aiguines
- Ampus
- Artignosc-sur-Verdon
- Aups
- Bargème
- Bargemon
- La Bastide
- Baudinard-sur-Verdon
- Bauduen
- Le Bourguet
- Brenon
- Callas
- Châteaudouble
- Châteauvieux
- Claviers
- Comps-sur-Artuby
- Figanières
- Flayosc
- Fox-Amphoux
- La Martre
- Moissac-Bellevue
- Montferrat
- Montmeyan
- La Motte
- Régusse
- La Roque-Esclapon
- Salernes
- Les Salles-sur-Verdon
- Sillans-la-Cascade
- Tavernes
- Tourtour
- Trigance
- Vérignon
- Villecroze